# Регулювальник

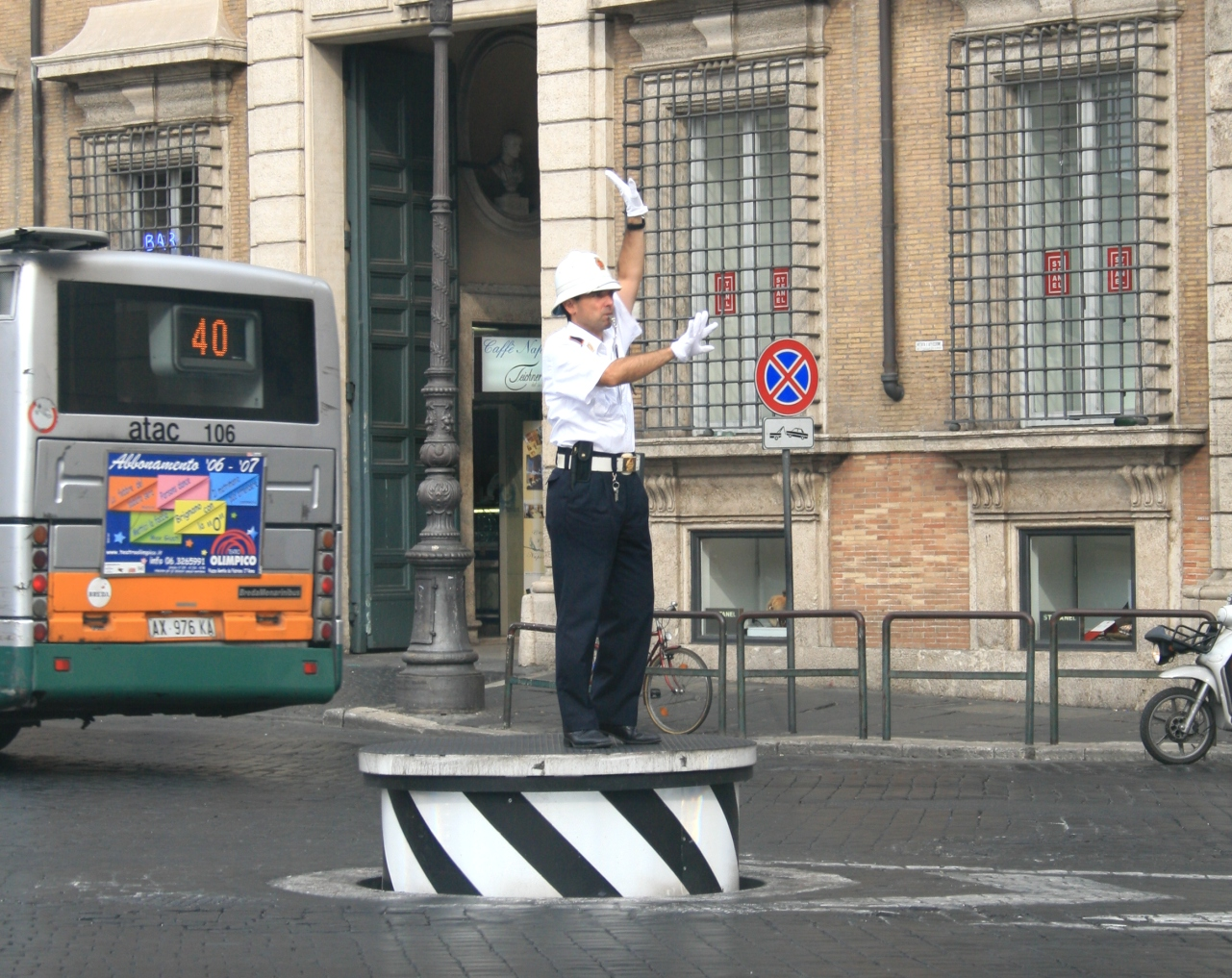
Регулювальник на подіумі в Римі, Італія, вересень 2006

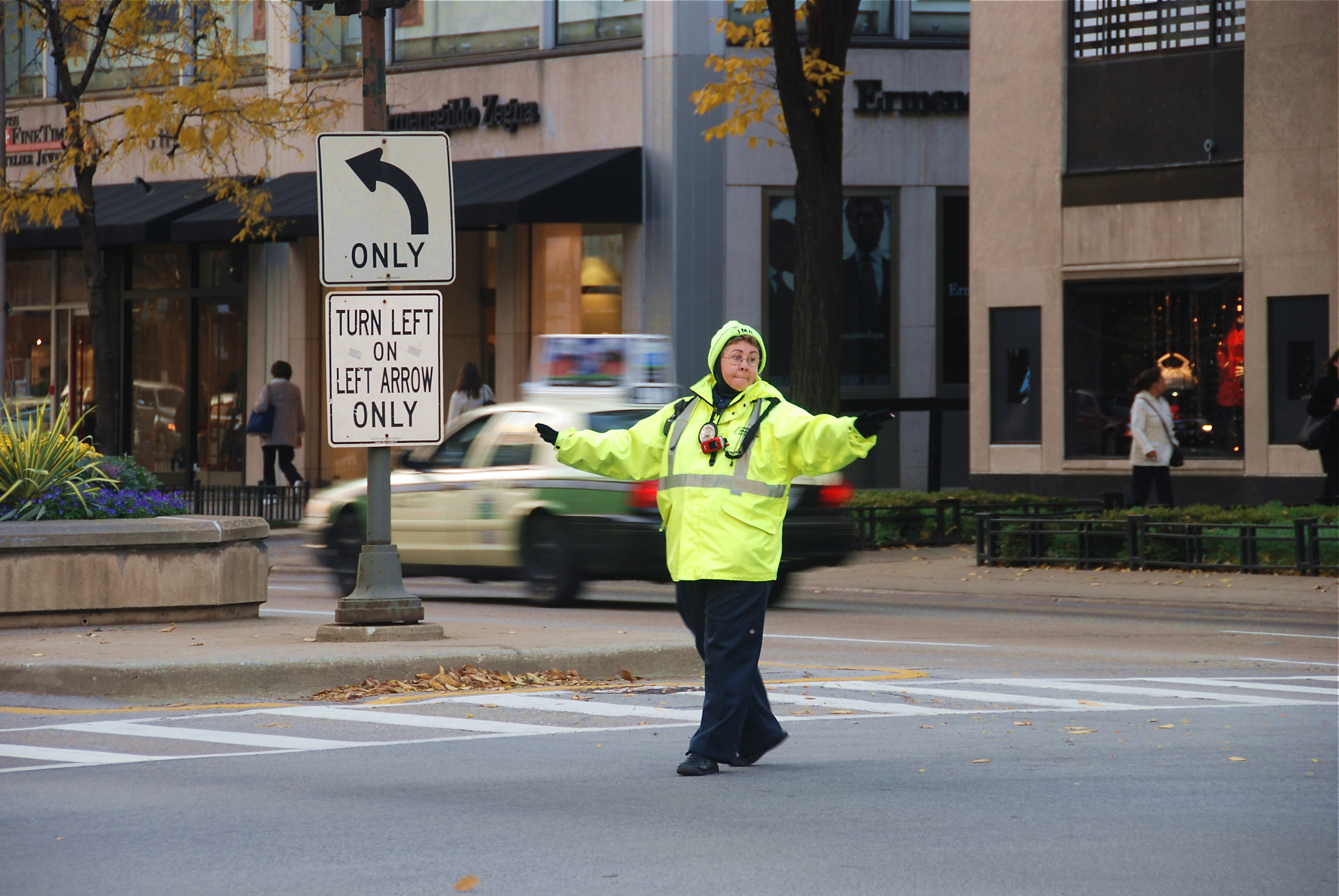
Регулювальник в Чикаго, США, листопад 2007

Регулюва́льник — поліцейський, що виконує регулювання дорожнього руху у форменому одязі підвищеної видимості з елементами зі світлоповертального матеріалу за допомогою жезлу, свистка. До регулювальника прирівнюються працівники військової інспекції безпеки дорожнього руху, дорожньо-експлуатаційної служби, черговий на залізничному переїзді, поромній переправі, які мають відповідне посвідчення та нарукавну пов'язку, жезл, диск з червоним сигналом чи світлоповертачем, червоний ліхтар або прапорець та виконують регулювання у форменому одязі.
Сигнали регулювальника мають перевагу перед сигналами світлофорів та вимогами дорожніх знаків пріоритету і є обов'язковими для виконання.
Водії та пішоходи повинні виконувати додаткові вимоги регулювальника, навіть якщо вони суперечать сигналам світлофорів, вимогам дорожніх знаків і розмітки.

## Сигнали регулювальника
Сигна́ли регулюва́льника — положення його корпуса, а також жести руками, в тому числі з жезлом або диском з червоним світлоповертачем, які мають такі значення:

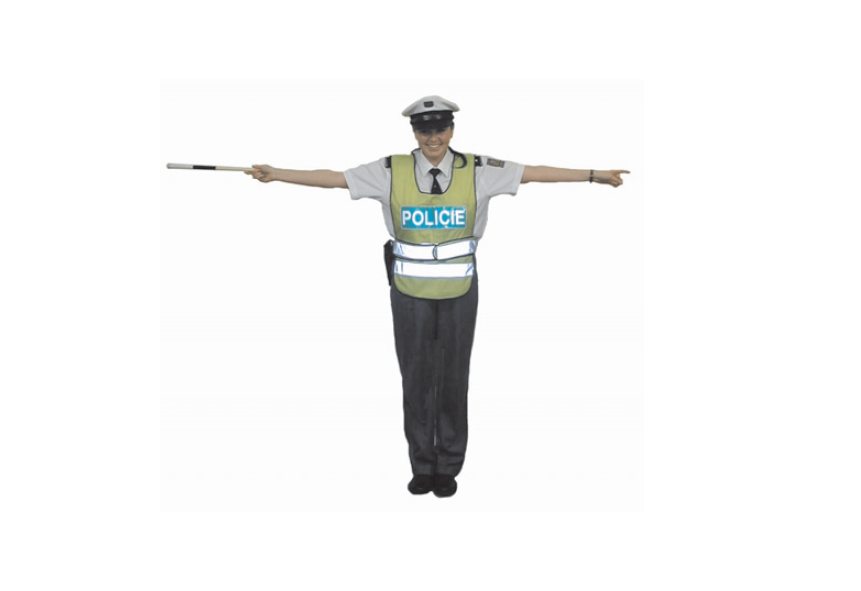
а) руки витягнуті в сторони, опущені або права рука зігнута перед грудьми: з лівого і правого боків — дозволено рух трамвая прямо, нерейковим транспортним засобам — прямо і праворуч; пішоходам дозволено переходити проїзну частину за спиною та перед грудьми регулювальника; з боку грудей і спини — рух усіх транспортних засобів заборонено
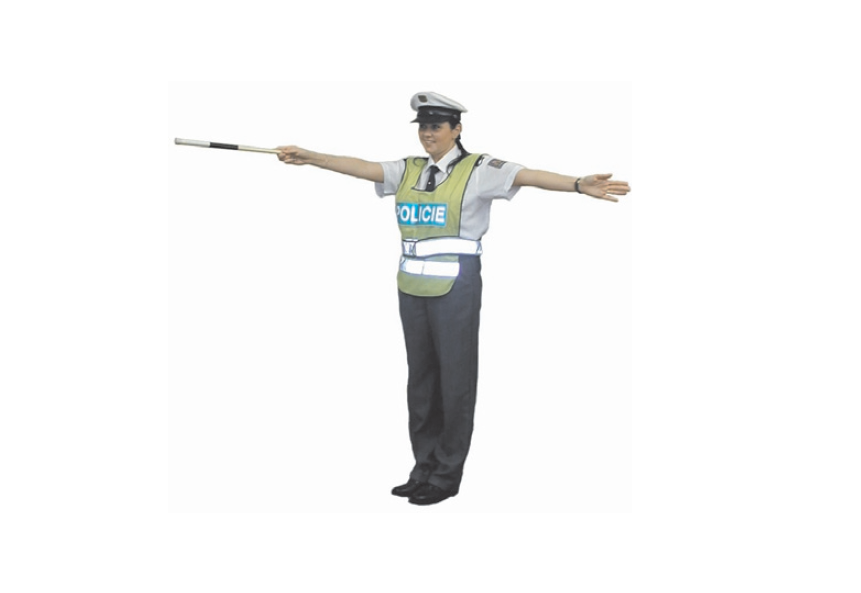
б) права рука витягнута вперед: з лівого боку — дозволено рух трамвая ліворуч, нерейковим транспортним засобам — у всіх напрямках; пішоходам дозволено переходити проїзну частину за спиною регулювальника; з боку грудей — усім транспортним засобам дозволено рух лише праворуч; з правого боку та спини — рух усіх транспортних засобів заборонено; пішоходам дозволено переходити проїзну частину за спиною регулювальника
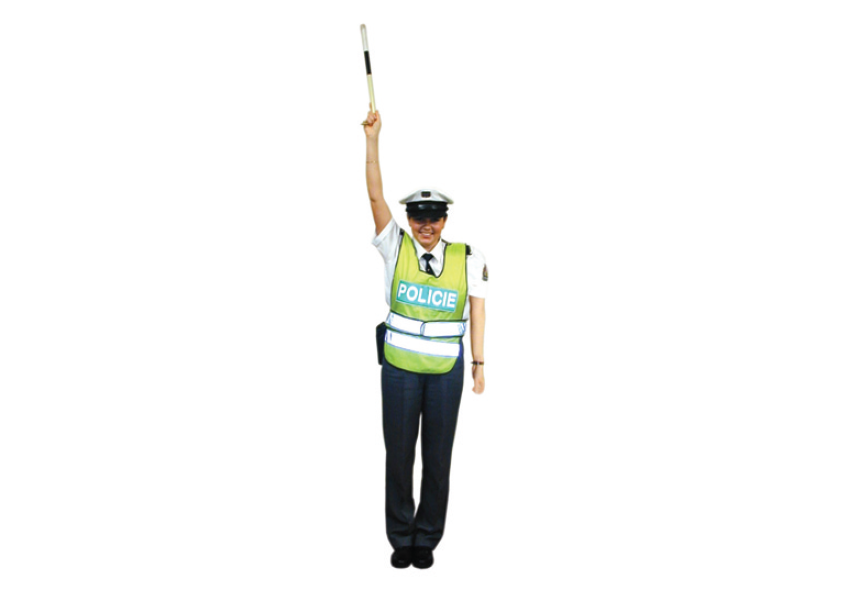
в) рука піднята вгору: рух усіх транспортних засобів і пішоходів заборонено в усіх напрямках

Жезл використовується тільки працівниками підрозділів Державтоінспекції та військової інспекції безпеки дорожнього руху.
Для привертання уваги учасників дорожнього руху використовується сигнал, поданий свистком.
Регулювальник може подавати інші сигнали, зрозумілі водіям і пішоходам.